# O Yeong-su
Dans ce nom coréen, le nom de famille, O, précède le nom personnel.
O Yeong-su (hangeul : 오영수), de son vrai nom  O Se-kang, né le 19 octobre 1944 à Kaepung (Corée japonaise), est un acteur sud-coréen. En 2021, il accède à la notoriété internationale en interprétant Oh Il-nam dans la série télévisée Squid Game diffusée sur Netflix.
Lors de la 79e cérémonie des Golden Globes, il remporte le trophée du meilleur acteur dans un second rôle dans une série télévisée dramatique pour son rôle dans Squid Game.

## Biographie

### Jeunesse
Sous le nom de O Se-kang, O est né dans le comté de Kaepung, province de Gyeonggi, Corée japonaise (aujourd'hui  district de Kaepung, ville spéciale de Kaesŏng, Corée du Nord), en 1944. Le grand-père d'O était un éducateur et propriétaire terrien local. Après que la ligne du 38e parrallèle ait été tracée à travers la Corée, lui et sa famille se sont installés à Paju, du côté sud-coréen contrôlé par l'armée américaine. Pendant la guerre de Corée qui a suivi, son père a été tué et son frère a été enlevé par les forces nord-coréennes.

## Affaire judiciaire
Le 25 novembre 2022, les procureurs de Suwon annoncent qu'O est inculpé pour une agression sexuelle survenue en 2017. Le procès est prévu pour février 2023, puis est reporté à avril 2023. En mars 2024, O est condamné à huit mois de prison avec sursis. Pendant deux ans il doit également suivre une formation de 40 heures de prévention des violences sexuelles.

## Filmographie

### Cinéma
- 1998 : The Soul Guardians
- 2003 : Le Petit Moine bouddhiste : Maître du Temple
- 2003 : Printemps, été, automne, hiver… et printemps : Vieux moine

### Télévision
- 1981 :The First Republic : Procureur militaire[9]
- 1988 : The Fairy Of Shampoo : Le directeur commercial ancien élève-officier[10]
- 2009 : Queen Seondeok : Monk Wol-Cheon
- 2009 : The Return of Iljimae : Monk Yeol-gong
- 2012 : God of War : Monk Su-gi
- 2019: Chocolate : M. Kim (patient de l’hospice)
- 2021 : Squid Game : Oh Il-nam (n° 001)

### Théâtre
- 1994 : 피고지고 피고지고 : 국전
- 2010 : I Love You / 그대를 사랑합니다[11]
- 2010 : King Lear / 리어왕 : Le Roi Lear
- 2013 : 배웅[12]
- 2014 : La Tempête : Prospero
- 2015 : Prince Yeonseon, the Problematic Figure / 문제적 인간 연산 : Yeonguijeong
- 2015 : Fathers and Sons / 아버지와 아들 : Vasily[13]
- 2016 : 갈매기[14]
- 2017 : 천덕구씨가 사는 법
- 2017 : King Lear / 리어왕 : Le Roi Lear[15]

## Distinction
- Golden Globes 2022 : Meilleur acteur dans un second rôle dans une série, une mini-série ou un téléfilm pour Squid Game